# 方鼐
方鼐，江夏人，明朝初期政治人物。
洪武十年，以國子監生擢给事中。洪武十一年十二月，由通政使司知事升任廣西布政使司左参议。洪武十二年八月，升任中书省左参政。